# 22e législature de la Saskatchewan
La 22e législature de la Saskatchewan est élue lors des élections générales d'octobre 1991. Le Nouveau Parti démocratique est au pouvoir avec Roy Romanow à titre de Premier ministre.
Le rôle de chef de l'opposition officielle est assumé par Grant Devine du Parti progressise-conservateur. Devine démissionne en 1992 et est remplacé à titre temporaire par Richard Swenson. En 1994, Bill Boyd devient chef des Progressiste-conservateur et chef de l'Opposition officielle.

## Membres du Parlement
Les membres du Parlement suivants sont élus à la suite de l'élection de 1991 :
|  | Circonscription électorale      | Membre                    | Parti                      |
|  | ------------------------------- | ------------------------- | -------------------------- |
|  | Arm River                       | Gerald Muirhead           | Progressiste-conservateur  |
|  | Assiniboia-Gravelbourg          | Lewis Draper              | Nouveau Parti démocratique |
|  | Athabasca                       | Fred Thompson             | Nouveau Parti démocratique |
|  | Biggar                          | Grant Whitmore            | Nouveau Parti démocratique |
|  | Bengough-Milestone              | Judy Bradley              | Nouveau Parti démocratique |
|  | Canora                          | Darrel Cunningham         | Nouveau Parti démocratique |
|  | Cumberland                      | Keith Goulet              | Nouveau Parti démocratique |
|  | Cut Knife-Lloydminster          | Violet Stanger            | Nouveau Parti démocratique |
|  | Estevan                         | Grant Devine              | Progressiste-conservateur  |
|  | Humboldt                        | Eric Upshall              | Nouveau Parti démocratique |
|  | Indian Head-Wolseley            | Lorne Scott               | Nouveau Parti démocratique |
|  | Kelsey-Tisdale                  | Andy Renaud               | Nouveau Parti démocratique |
|  | Kelvington-Wadena               | Kenneth Kluz              | Nouveau Parti démocratique |
|  | Kindersley                      | Bill Boyd                 | Progressiste-conservateur  |
|  | Kinistino                       | Armand Roy                | Nouveau Parti démocratique |
|  | Last Mountain-Touchwood         | Dale Flavel               | Nouveau Parti démocratique |
|  | Maple Creek                     | Jack Goohsen              | Progressiste-conservateur  |
|  | Meadow Lake                     | Maynard Sonntag           | Nouveau Parti démocratique |
|  | Melfort                         | Carol Carson              | Nouveau Parti démocratique |
|  | Melville                        | Evan Carlson              | Nouveau Parti démocratique |
|  | Moose Jaw Pallister             | Glenn Hagel               | Nouveau Parti démocratique |
|  | Moose Jaw Wakamow               | Lorne Calvert             | Nouveau Parti démocratique |
|  | Morse                           | Harold Martens            | Progressiste-conservateur  |
|  | Moosomin                        | Don Toth                  | Progressiste-conservateur  |
|  | Nipawin                         | Tom Keeping               | Nouveau Parti démocratique |
|  | Pelly                           | Ron Harper                | Nouveau Parti démocratique |
|  | Prince Albert Carlton           | Myron Kowalsky            | Nouveau Parti démocratique |
|  | Prince Albert Northcote         | Eldon Lautermilch         | Nouveau Parti démocratique |
|  | Qu'Appelle-Lumsden              | Suzanne Murray            | Nouveau Parti démocratique |
|  | Quill Lakes                     | Murray Koskie             | Nouveau Parti démocratique |
|  | Redberry                        | Walter Jess               | Nouveau Parti démocratique |
|  | Regina Albert North             | Kim Trew                  | Nouveau Parti démocratique |
|  | Regina Albert South             | Serge Kujawa              | Nouveau Parti démocratique |
|  | Regina Churchill Downs          | Edward Shillington        | Nouveau Parti démocratique |
|  | Regina Dewdney                  | Edwin Tchorzewski         | Nouveau Parti démocratique |
|  | Regina Elphinstone              | Dwain Lingenfelter        | Nouveau Parti démocratique |
|  | Regina Hillsdale                | Rose Marie Simard         | Nouveau Parti démocratique |
|  | Regina Lake Centre              | Joanne Crofford           | Nouveau Parti démocratique |
|  | Regina North West               | John Solomon (1991-1993)  | Nouveau Parti démocratique |
|  | Regina North West               | Anita Bergman (1994-1995) | Libéral                    |
|  | Regina Rosemont                 | Robert Lyons              | Nouveau Parti démocratique |
|  | Regina Victoria                 | Harry Van Mulligen        | Nouveau Parti démocratique |
|  | Regina Wascana Plains           | Doreen Hamilton           | Nouveau Parti démocratique |
|  | Rosetown-Elrose                 | Berny Wiens               | Nouveau Parti démocratique |
|  | Rosthern                        | William Neudorf           | Progressiste-conservateur  |
|  | Saltcoats                       | Reg Knezacek              | Nouveau Parti démocratique |
|  | Saskatoon Broadway              | Pat Atkinson              | Nouveau Parti démocratique |
|  | Saskatoon Eastview-Haultain     | Bob Pringle               | Nouveau Parti démocratique |
|  | Saskatoon Fairview              | Bob Mitchell              | Nouveau Parti démocratique |
|  | Saskatoon Greystone             | Lynda Haverstock          | Libéral                    |
|  | Saskatoon Idylwyld              | Eric Cline                | Nouveau Parti démocratique |
|  | Saskatoon Nutana                | Herman Rolfes             | Nouveau Parti démocratique |
|  | Saskatoon River Heights         | Carol Teichrob            | Nouveau Parti démocratique |
|  | Saskatoon Riversdale            | Roy Romanow               | Nouveau Parti démocratique |
|  | Saskatoon Sutherland-University | Mark Koenker              | Nouveau Parti démocratique |
|  | Saskatoon Westmount             | Janice MacKinnon          | Nouveau Parti démocratique |
|  | Saskatoon Wildwood              | Pat Lorje                 | Nouveau Parti démocratique |
|  | Shaunavon                       | Glen McPherson            | Nouveau Parti démocratique |
|  | Shellbrook-Torch River          | Jack Langford             | Nouveau Parti démocratique |
|  | Souris-Cannington               | Dan D'Autremont           | Progressiste-conservateur  |
|  | Swift Current                   | John Penner               | Nouveau Parti démocratique |
|  | The Battlefords                 | Doug Anguish              | Nouveau Parti démocratique |
|  | Thunder Creek                   | Richard Swenson           | Progressiste-conservateur  |
|  | Turtleford                      | Lloyd Johnson             | Nouveau Parti démocratique |
|  | Wilkie                          | John Britton              | Progressiste-conservateur  |
|  | Weyburn                         | Ronald Wormsbecker        | Nouveau Parti démocratique |
|  | Yorkton                         | Clay Serby                | Nouveau Parti démocratique |

Notes

## Représentation
| Parti                    | Parti                      | Membres |
|                          | Nouveau Parti démocratique | 55      |
|                          | Progressiste-conservateur  | 10      |
|                          | Libéral                    | 1       |
| Total                    | Total                      | 66      |
| Gouvernement majoritaire | Gouvernement majoritaire   | 42      |

Notes

## Élections partielles
Des élections partielles peuvent être tenues pour remplacer un membre pour diverses raisons :
| Circonscription   | Député élu    | Parti   | Date de scrutin | Motif                                                            |
| ----------------- | ------------- | ------- | --------------- | ---------------------------------------------------------------- |
| Regina North West | Anita Bergman | Libéral | 1994            | John Solomon démissionne pour se présenter en politique fédérale |

Notes